# ديرك ماير (مهندس)
ديرك ماير (بالإنجليزية: Dirk Meyer)‏ (و. 1961  م) هو مهندس، وعالم حاسوب أمريكي، ولد في لا غرانت.

## التعليم
تعلم في جامعة بوسطن، وتعلم في جامعة إلينوي في إربانا-شامبين، وتعلم في جامعة إلينوي ‏، وتعلم في Boston University Questrom School of Business ‏
.

## جوائز
حصل على جوائز منها:

Maurice Wilkes Award ‏ (2003)